# Tupeia antarctica
Tupeia antarctica là một loài thực vật có hoa trong họ Loranthaceae. Loài này được (G. Forst.) Cham. & Schltdl. miêu tả khoa học đầu tiên năm 1828.